# Château de Vic-sur-Seille
Le château de Vic-sur-Seille est un château dont il ne reste que des vestiges, situé à Vic-sur-Seille dans le département de la Moselle.

## Historique
Un premier château avait été construit à la fin du XIIe siècle sur le modèle à tour porte. Il est agrandi au XIIIe et restauré au XIVe siècle. La porte extérieure visible de nos jours a été érigée au XVe siècle.
Le château est victime d'un incendie destructeur en 1815 et tombe en ruines.
La porte du château, dont les tours sont hautes de 7 m, est classée au titre des monuments historiques par une publication au Journal officiel du 16 février 1930.
Les restes du château ont été restaurés en 2008.